# Abraliopsis affinis
Abraliopsis affinis е вид главоного от семейство Enoploteuthidae.

## Разпространение
Видът е разпространен в Гватемала, Еквадор, Колумбия, Коста Рика, Мексико, Никарагуа, Панама, Перу, Салвадор, Хондурас и Чили.